# Ingrid Skeppstedt
Ingrid Elisabet Skeppstedt (i riksdagen kallad Skeppstedt i Flen), född Eriksson 25 mars 1935 i Årdala församling i Södermanlands län, är en svensk politiker (centerpartist). Hon var ordinarie riksdagsledamot 1993–1998, invald för Södermanlands läns valkrets. Till yrket är Skeppstedt organisatör.
Hon är dotter till lantbrukaren Ivar Eriksson och Hilda Pettersson. Hon gifte sig 1956 med kommunalrådet Lars Skeppstedt (född 1936).
Skeppstedt utsågs till ny ordinarie riksdagsledamot från och med 12 maj 1993 sedan Larz Johansson avsagt sig sitt uppdrag som riksdagsledamot. Hon engagerade sig främst i regionalpolitik och jaktfrågor.